# فورچون سنتر
فورچون سنتر (انگلیسی: Fortune Center) ساختمان اداری ۶۸ طبقه مستقر در شهر گوانگ‌ژو، گوانگ‌دونگ است، که در سال ۲۰۱۵ احداث گردید.